# Automotrice FI 040
Le automotrici FI 040 erano rotabili automotori termici alimentati a gasolio, a scartamento ridotto 950 mm, costruiti dalla Fiat Ferroviaria nel 1938 per il servizio viaggiatori veloce sulle linee della Tripolitania e della Cirenaica.

## Storia
Le automotrici furono costruite dalla Fiat, in numero di 8 unità, in base al collaudato progetto di automotrice leggera ALn 56 come modello Fiat 040; al loro arrivo in Libia nel 1938 vennero divise in ragione di 5 unità attestate a Tripoli e 3 unità assegnate a Bengasi e immatricolate come gruppo FI.  Rappresentarono un importante progresso nel servizio ferroviario della colonia i cui treni erano equipaggiati con locomotive a vapore. Vennero prodotte con allestimenti interni differenti e divisi in tre classi con 55 posti a sedere complessivi, con un comparto postale a una estremità e un bagagliaio e una ritirata all'altra. Nel secondo dopoguerra hanno continuato a servire il trasporto locale fino agli anni sessanta.

## Tecnica
Le automotrici avevano la cassa a struttura tubolare saldata, molto allungata e poggiante su due carrelli mediante perno e rulli di scorrimento. Le testate erano prive di respingenti, con dispositivo di aggancio a barra rigida. Sull'imperiale era posto un secondo rivestimento con intercapedine per diminuire l'effetto del forte calore del sole.
I carrelli erano costituiti da un telaio in acciaio saldato formato da due longheroni su cui poggiava la cassa per mezzo di rulli scorrevoli.  La sede del perno, in posizione asimmetrica rispetto al centro del telaio, serviva per aumentare il peso gravante sull'asse motore. Le sospensioni erano a balestra corta. I motori trovavano posto sopra ciascun primo asse. 
Le automotrici montavano una coppia di motori diesel, del tipo 356 C a iniezione indiretta (con precamera), a sei cilindri in linea capaci di erogare 85 kW ciascuno.